# アレッサンドロ・マンシーニ
マンシーニ (Mancini) こと、アレッサンドロ・ファイオリェ・アマンチーノ（Alessandro Faiolhe Amantino, 1980年8月1日 - ）は、ブラジル・ミナスジェライス州イパチンガ出身の元同国代表サッカー選手、サッカー指導者。現役時代のポジションはミッドフィールダー。
イタリア系ブラジル人であり、イタリアの国籍も保有している。

## 経歴

### クラブ
1999年にアトレチコ・ミネイロにてプロデビューを果たし、翌2000年にはチームの中心選手に成長、ミナスジェライス州選手権優勝に貢献した。2001年にポルトゥゲーザへと移籍したが、チームに馴染めずに1シーズンでアトレチコに復帰、このシーズンに13得点を上げる活躍をしてセリエA行きのきっかけとなった。ASローマ保有の下2003年1月から半年間ヴェネツィアACで経験を積み2003-04シーズンにカフーの抜けた穴を埋めるべく満を持してローマに入団した。メディアなどはマンシーニには注目せず、カフーの穴を不安視する見方が多かったが、開幕からマンシーニは前任者を上回るほどの貢献を見せ不安を一掃。その後はフランチェスコ・トッティらと共に完全にチームの中心選手として定着した、2005-06シーズンにはセリエAシーズンベストイレブンに選出された。2008年7月、インテル・ミラノへの移籍が決定した。移籍金はおよそ1300万ユーロ(約22億円)。このシーズンから監督に就任したジョゼ・モウリーニョはマンシーニとリカルド・クアレスマをズラタン・イブラヒモビッチの両サイドに据えた3トップを構想したものの、これが上手く機能しなかったため早々に2トップに移行。このためマンシーニの出場機会は減少し、20試合の出場、無得点に終わった。2009-10シーズンも出場機会は少なく1月にはオリンピック・マルセイユへのレンタル移籍が発表されたものの、結局破談に終わった。残留かと思われたが、移籍期限ギリギリでACミランへシーズン終了までのレンタル移籍で合意した。2011年1月5日、古巣のアトレチコ・ミネイロに3年契約で移籍するが、同年10月に後述の事件より有罪判決を受けクラブを退団した。
2012年6月21日、ECバイーアに加入した。2013年は無所属で過ごし、2014年1月にヴィラ・ノヴァACに所属。同年4月11日、アメリカ・ミネイロに移籍した。
2016年1月7日、ヴィラ・ノヴァACに復帰。

### 代表
ブラジル代表としてはコパ・アメリカ2004にて初招集を受けると、この大会のチリ戦で初キャップ、優勝メンバーに名を連ねた。

### 指導者
2019年8月7日、フォッジャ・カルチョの監督に就任した。

## 人物
2010年12月に婦女暴行をはたらいたとして、2011年10月に3年8ヶ月の懲役が求刑された。

## 所属クラブ
- アトレチコ・ミネイロ 1998-2002

→ アソシアソン・ポルトゥゲーザ・ジ・デスポルトス 2001 (loan)
→ ADサンカエターノ 2001 (loan)
- ヴェネツィアAC 2003
- ASローマ 2003-2008
- インテルナツィオナーレ・ミラノ 2008-2010

→ ACミラン 2010 (loan)
- アトレチコ・ミネイロ 2011-2012

→ ECバイーア 2012 (loan)
- ヴィラ・ノヴァAC 2014
- アメリカFC (ミナスジェライス州) 2014-2015
- ヴィラ・ノヴァAC 2016

## タイトル

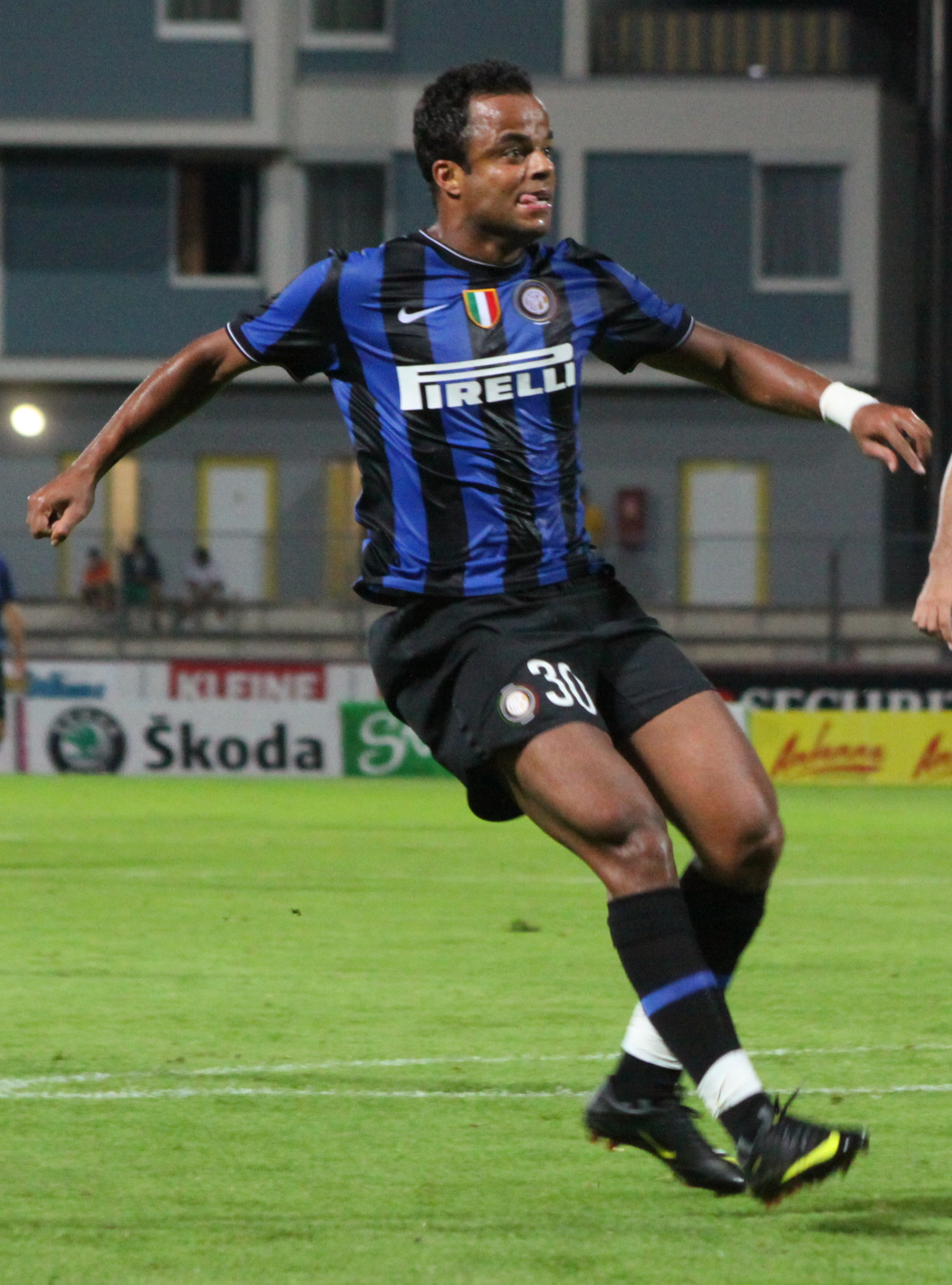
インテルでプレーするマンシーニ

### クラブ
アトレチコ・ミネイロ
- カンピオナート・ミネイロ : 1999, 2000, 2012

ローマ
- コッパ・イタリア : 2006-07, 2007-08
- スーペルコッパ・イタリアーナ : 2007

インテル
- スーペルコッパ・イタリアーナ : 2008, 2010
- セリエA : 2008-09

### 代表
ブラジル代表
- コパ・アメリカ : 2004

### 個人
- ボラ・デ・プラタ (ブラジルリーグ・ベストイレブン) : 2002